# قصه ماهان
قصه ماهان فیلمی به کارگردانی جواد طاهری و نویسندگی ایرج رضایی محصول سال ۱۳۵۲ است.

## خلاصه داستان
بین خانوادهٔ طاهر (کامیاب کسروی) و خانوادهٔ زمان (یدالله شیراندامی) از دیرباز درگیری بوده‌است. طاهر به منظر (نوش آفرین)، خواهر زمان، علاقه دارد. پدر طاهر به مادر زمان علاقه داشته و درگیری بین دو خانواده از همین‌جا شروع شده‌است. زمان و خواهرش با عقیل (امرالله صابری) و مادرش (ملیحه نصیری) زندگی می‌کنند. عقیل هم دلباختهٔ منظر است. طاهر از مرشد (محمدعلی کشاورز)، که متولی خانقاه است، تأسی می‌جوید. طاهر و منظر به هم قول می‌دهند که اگر یکی شان زودتر از دنیا رفت دیگری هم خود را از پا درآورد. زمان و عقیل از رابطهٔ طاهر با منظر مطلع می‌شوند، و روزی که طاهر با منظر در عمارت کلاه فرنگی قرار دارد عقیل به آنجا می‌رود تا از منظر به عنف هتک حرمت کند؛ اما منظر موقع فرار از ارتفاع سقوط می‌کند و کشته می‌شود. زمان معتقد است که طاهر منظر را کشته‌است و طاهر که خیال می‌کند منظر را زمان کشته‌است با او درگیر می‌شود؛ اما از خود دفاع نمی‌کند تا زمان او را در حیاط عمارت کلاه فرنگی از پا درآورد. مرشد به طاهر کمک می‌کند تا به پشتبام عمارت برود. او، بنا به وعده ای که به منظر داده، خود را از بام به زیر می‌اندازد.

## بازیگران
- محمدعلی کشاورز
- کامی کسروی
- یداله شیراندامی
- امراله صابری
- نوش‌آفرین
- ملیحه نصیری
- گیتی فروهر
- سامی تحصنی
- وحیده
- جواد طاهری